# Svetlana Ražnatović
Svetlana Ražnatović, född Veličković 14 juni 1973 i byn Žitorađe i närheten av Prokuplje i dåvarande Jugoslavien, är en serbisk sångerska inom popfolk, en modern elektrifierad variant av balkansk folkmusik.
Hon räknas som en av Balkans största stjärnor. Hennes artistnamn är Ceca. Hon är änka efter Željko Ražnatović, mera känd som "Arkan", med vilken hon gifte sig 19 februari 1995. Paret fick två barn, dottern Anastasija (född 1998) och sonen Veljko (född 1996).
När Serbiens president Zoran Đinđić mördades 2003 greps hon och satt häktad i tre månader misstänkt för medhjälp till mord och olaga vapeninnehav, men släpptes sedan. Hon anses ha hållit kvar kontakten med den framlidne makens väpnade styrkor efter dennes död och gripandet skedde på grund av sin anknytning till de huvudmisstänkta för mordet på premiärminister Zoran Đinđić, förre polischefen Milorad Lukovic samt Dusan Spasojevic.
Efter makens död tog hon under en tid över kontrollen av fotbollsklubben FK Obilic och lanserades även som kandidat till ordförandeposten i det jugoslaviska fotbollsförbundet, men förlorade valet.

## Karriär
Ceca började sin karriär 1988 som fjortonåring med låten "Cvetak zanovetak" (Tjatig blomma) som också kom att bli titeln på hennes debutalbum. Cecas musik är en mix av turkisk melankoli, elektriska gitarrer och syntriff. Hon blandar modern elektronisk musik med traditionell orientalisk musikkonst. Hennes framgångar har gjort henne till en av de högst betalade artisterna i serbisk musikindustri. Hon har sålt över 10 miljoner album världen över.
Ceca har uppträtt i Globen i Stockholm och i Baltiska hallen i Malmö, den 24 februari 2007. Bosnien-Hercegovinska riksförbundet beslöt sig då för att skicka protestbrev till Migrationsverket för att man hade beviljat henne visum. Dess ordförande Bakir Prlja sade i Sydsvenskan att hon var en symbol för kriget och hävdade att "hon under kriget reste runt med Arkans paramilitära mördarband och eldade på".

### Album
- Cvetak zanovetak (1988)
- Ludo srce (1989)
- Pustite me da ga vidim (1990)
- Babaroga (1991)
- Šta je to u tvojim venama (1993)
- Ja još spavam u tvojoj majici (1994)
- Fatalna ljubav (1995)
- Emotivna luda (1996)
- Maskarada (1999)
- Ceca (2000)
- Decenija (2001)
- Balade (2003)
- Hitovi 3 (2003)
- Gore od ljubavi (2004)
- London MIX (2005)
- Idealno loša (2006)
- Ljubav živi (2011)
- Poziv (2013)
- Autogram (2021)